# Call to Arms
Albums de Saxon
Into the Labyrinth
(2009) Sacrifice
(2013)
Call to Arms est le 19e album du groupe Saxon, il est sorti en 2011. L'album est disponible dans différents formats : CD, Digipack (avec un CD bonus contenant sept chansons de Live at Donington 1980), vinyle, Picture-disc et téléchargement (avec une chanson bonus sur iTunes).

## Titres
Toutes les chansons sont écrites et composées par Saxon.
| No  | Titre                               | Durée |
| --- | ----------------------------------- | ----- |
| 1.  | Hammer of the Gods                  | 4:23  |
| 2.  | Back in '79                         | 3:28  |
| 3.  | Surviving Against the Odds          | 2:59  |
| 4.  | Mists of Avalon                     | 5:02  |
| 5.  | Call to Arms                        | 4:28  |
| 6.  | Chasing the Bullet                  | 4:14  |
| 7.  | Afterburner                         | 3:06  |
| 8.  | When Doomsday Comes (Hybrid Theory) | 4:29  |
| 9.  | No Rest for the Wicked              | 3:09  |
| 10. | Ballad of the Working Man           | 3:48  |
| 11. | Call to Arms (Orchestral version)   | 4:28  |

| 12. | Dirty Double Dealer | 3:31 |

### Disque bonus Amérique du Nord "Live at Donington 1980"
- Tous les titres ont été remixés et remastérisés.

| 1. | Motorcycle Man               | Biff Byford, Paul Quinn, Graham Oliver, Steve Dawson, Pete Gill | 4:02 |
| 2. | Still Fit to Boogie          | Byford, Quinn, Oliver, Dawson, Gill                             | 3:22 |
| 3. | Freeway Mad                  | Byford, Quinn, Oliver, Dawson, Gill                             | 2:33 |
| 4. | Backs to the Wall            | Byford, Quinn, Oliver, Dawson, Gill                             | 4:10 |
| 5. | Wheels of Steel              | Byford, Quinn, Oliver, Dawson, Gill                             | 5:53 |
| 6. | Bap Shu Ap                   |                                                                 | 6:47 |
| 7. | 747 (Strangers in the Night) | Byford, Quinn, Oliver, Dawson, Gill                             | 5:29 |

## Composition du groupe
- Biff Byford, chant
- Paul Quinn, guitare
- Doug Scarratt, guitare
- Nibbs Carter, basse
- Nigel Glockler, batterie
- Don Airey, claviers sur Mists of Avalon et When Doomsday Comes
- Matthias Ulmer, orchestre sur Call to Arms

## Charts
| Pays                      | Position |
| ------------------------- | -------- |
| Royaume-Uni (Rock Albums) | 6        |
| Allemagne                 | 18       |
| Suède                     | 19       |
| États-Unis (Heatseekers)  | 51       |